# Myrmochernes africanus
Myrmochernes africanus är en spindeldjursart som beskrevs av Albert Tullgren 1907. Myrmochernes africanus ingår i släktet Myrmochernes och familjen blindklokrypare. Inga underarter finns listade i Catalogue of Life.